# Neuroftalmologia
La neuroftalmologia è la branca della neurologia e dell'oftalmologia attinente alle malattie neurologiche che interessano il sistema visivo, sia afferente sia efferente. Lo specialista di riferimento è definito neuroftalmologo.
La neuroftalmologia si sviluppa principalmente nei paesi anglosassoni dove la sottospecializzazione dei medici è una realtà diffusa da oltre mezzo secolo.

## Patologie neuroftalmologiche
Le principali patologie di interesse neuroftalmologico sono:
- ipovisione
- alterazioni del campo visivo
- dolore oculare
- neurite ottica demielinizzante
- neurite ottica immunomediata
- neurite ottica isolata
- spettro neuromielite ottica o con anticorpi anti-MOG
- neuropatia ottica carenziale
- neuropatia ottica compressiva
- neuropatia ottica ereditaria
- neuropatia ottica ischemica
- neuropatia ottica radioindotta
- neuropatia ottica tossica
- neuropatia ottica traumatica
- neuroretinite idiopatica ricorrente
- acromatopsia
- adenoma ipofisario e craniofaringioma
- alterazioni del campo visivo
- anisocoria
- anomalie dell’attività pupillare
- astrocitoma pilocitico – glioma delle vie ottiche isolato o in Neurofibromatosi I
- atrofia ottica dominante e recessiva, isolata o sindromica
- atrofia retinica paravenosa pigmentata
- bestrofinopatia autosomica recessiva
- blefarospasmo
- cecità notturna stazionaria congenita
- cisti dermoide ed epidermoide
- coloboma del nervo ottico e anomalia del Morning glory
- coroideremia
- decompressione orbitaria
- diplopia
- distrofia dei coni e dei bastoncelli
- distrofie retiniche ereditarie
- disturbi dei movimenti oculari
- Drusen del nervo ottico
- emianopsia omonima
- enhanced S-cone syndrome
- enoftalmo
- esoftalmo
- fibrosi oculare
- fistole e malformazioni arterovenose
- germinoma
- glioma cerebrale
- glioma del nervo ottico
- ipoplasia del nervo ottico
- ipoplasia della fovea
- maculopatia da tossicità da clorochina e idrossiclorochina
- malattia di Best
- malattia di Stargardt
- malattie del sistema nervoso centrale a eziologia vascolare, ereditaria, metabolica, degenerativa, demielinizzante e disimmune
- malattie della retina neurosensoriale
- malformazioni congenite del nervo ottico
- megalopapilla ottica isolata
- meningioma della guaina del nervo ottico
- miastenia oculare
- monocromatismo dei coni blu
- nistagmo
- oftalmoplegia esterna progressiva
- orbitopatia associata a patologia tiroidea
- orbitopatia di Graves
- papilledema
- paralisi congenita nervo abducente, trocleare, oculomotore
- paralisi dei nervi cranici
- patologie del chiasma ottico e della regione ipofisaria
- patologie della motilità oculare coniugata
- patologie delle vie ottiche retrochiasmatiche
- perdita della visione dei colori
- pseudopapilledema e Drusen
- Pseudotumor Cerebri
- ptosi palpebrale
- pupilla di Adie
- retinite pigmentosa
- retinite puntata albescent
- retinoschisi X-linked
- scotomi
- sindrome di Oguchi
- sindrome di Senior Loken
- sindrome di Usher
- sindrome di Wolfram
- spasmo emifacciale
- strabismo paralitico
- tumori cerebrali
- tumori del nervo ottico
- tumori della regione ipofisaria
- tumori orbitari[2]
- sclerosi multipla
- arterite temporale

## Esami neuroftalmologici
Alcuni esami neuroftalmologici sono:
- Angio-OCT
- Elettrooculogramma (EOG)
- Elettroretinogramma multifocale (mfERG)
- Elettroretinogramma (ERG da flash, ffERG)
- Elettroretinogramma con stimolazione cromatica (ERG cromatico)
- Elettroretinogramma da pattern (PERG)
- Imaging del Segmento Posteriore
- Potenziali Evocati Visivi (PEV pattern e PEV flash)
- Spectral Domain OCT
- Risonanza Magnetica Encefalo
- Risonanza Magnetica Orbite
- Risonanza Magnetica Midollo
- Analisi acquaporina (AQP4)
- Analisi anticorpi Anti-MOG
- Analisi anticorpi anti antigeni intracellulari (ANA)
- Analisi anticorpi anti granulociti neutrofili (ANCA)
- Analisi anticorpi anti neuromielite ottica (NMO)
- Esame del liquor[2]